# Stefan Edberg
Stefan Edberg (Västervik, 19. siječnja 1966.) bivši je švedski profesionalni tenisač i svjetski broj 1. U karijeri je osvojio 42 pojedinačna turnira, od čega po dva Australian Opena, Wimbledona i US Opena, te još tri Grand Slam turnira u igri parova. Bio je broj jedan i u pojedinačnoj i u konkurenciji parova.
Prepoznatljiv po svojem stilu igre servisa i voleja koji je doveo do savršenstva, Edberg je manje uspjeha imao na zemljanim podlogama. Sudjelovao je u trijumfu Švedske u četiri Davisova kupa. Danas je vrlo aktivan na ATP Champions Touru, seriji ekshibicijskih turnira na kojima igraju umirovljeni tenisači.

## Vanjske poveznice
- Profil na stranici ATP Toura (engl.)
- Profil  Arhivirana inačica izvorne stranice od 5. travnja 2010. (Wayback Machine) na stranici ATP Champions Toura (engl.)